# Równanie Clausiusa-Clapeyrona

Graficzna ilustracja równania Clausiusa-Clapeyrona na przykładzie wody (objętość molowa lodu > objętość molowa cieczy)

Równanie Clausiusa-Clapeyrona – równanie opisujące zależność między zmianą ciśnienia a zmianą temperatury wzdłuż krzywej fazowej dla przemiany fazowej układu jednoskładnikowego:
{\displaystyle {\frac {\mathrm {d} p}{\mathrm {d} T}}={\frac {L}{T\Delta V}},}
gdzie:
{\displaystyle \mathrm {d} p/\mathrm {d} T} – pochodna ciśnienia po temperaturze w warunkach równowagi przemiany fazowej (wzdłuż krzywej przemiany fazowej),
{\displaystyle L} – ciepło przemiany fazowej,
{\displaystyle T} – temperatura,
{\displaystyle \Delta V} – zmiana objętości w wyniku przemiany fazowej.
Równanie jest poprawne dla wszystkich przemian fazowych (parowanie, topnienie, sublimacja).

## Gazy
Dla przemiany cieczy w gaz, w temperaturze znacznie niższej od temperatury punktu krytycznego można pominąć objętość cieczy, używając równanie gazu doskonałego:
{\displaystyle \Delta V=V_{\mathrm {g} }-V_{\mathrm {c} }\approx V_{\mathrm {g} }={\frac {RT}{p}}.}
Równanie może przyjąć postaci:
{\displaystyle {\frac {\mathrm {d} p}{\mathrm {d} T}}={\frac {Lp}{RT^{2}}},}
{\displaystyle \ln p=-{\frac {L}{RT}}+C,}
{\displaystyle p(T)=p_{0}\cdot \exp \left[{\frac {L}{R}}\left({\frac {1}{T}}_{0}-{\frac {1}{T}}\right)\right].}

## Para wodna
Dla równowagi para wodna – woda, po dobraniu współczynników doświadczalnie, równanie przyjmuje postać:
{\displaystyle p(t)=p_{0}\cdot \exp \left({\frac {17{,}5043\cdot t}{241{,}2+t}}\right),}
gdzie:
{\displaystyle p(t)} – ciśnienie pary nasyconej w temperaturze {\displaystyle t,}
{\displaystyle p_{0}=6{,}11213\ \mathrm {hPa} } – ciśnienie pary nasyconej w temperaturze 0 °C,
{\displaystyle t} – temperatura w stopniach Celsjusza.
Pozostałe związki dotyczące równowagi pary wodnej z wodą przedstawiono w artykule temperatura punktu rosy.

### W meteorologii
Równanie Clausiusa-Clapeyrona odgrywa ważną rolę w meteorologii na jego podstawie można określić warunki skraplania się pary wodnej jako związek ciśnienia parcjalnego z temperaturą.
Zależność ta odgrywa ważną rolę w kształtowaniu się klimatu oraz jego zmianach wywołanych wzrostem temperatury, ponieważ równanie to przewiduje eksponencjalny wzrost ilości pary wodnej przy wzroście temperatury. Para wodna jest ważnym gazem cieplarnianym, zwiększenie się jej ilości może prowadzić do wzrostu temperatury powietrza a tym samym i parującej wody oceanów, jezior, rzek i z powierzchni ziemi co prowadzi do dodatkowego wzrostu ilości pary wodnej – tzw. niekontrolowany efekt cieplarniany (ang. runaway greenhouse effect).

## Wnioski
Równanie umożliwia określenie zmiany temperatury przemiany fazowej przy zmianie ciśnienia lub zmianę ciśnienia przemiany przy zmianie temperatury.
Podczas parowania i sublimacji następuje wzrost objętości (gaz ma większą objętość niż ciecz), co przy dodatniej wartości temperatury {\displaystyle T} i ciepła przemiany fazowej {\displaystyle L} prowadzi do wniosku, że wraz ze wzrostem temperatury rośnie też ciśnienie pary nasyconej lub wzrost ciśnienia powoduje wzrost temperatury przemiany fazowej.
Podczas przemiany ciała stałego w ciecz dla większości substancji też następuje wzrost objętości, co skutkuje wzrostem temperatury przemiany, przy wzroście ciśnienia. Niektóre substancje (np. woda) zmniejszają objętość podczas topnienia, co skutkuje tym, że wzrost ciśnienia powoduje zmniejszenie temperatury przemiany fazowej.